# Цхвирашвили, Иосиф Давидович
Иосиф Давидович Цхвирашвили (груз. იოსებ ცხვირაშვილი, 5 апреля 1910, Горийский уезд, Тифлисская губерния — неизвестно) — грузинский советский актёр театра, народный артист Грузинской ССР (1957).

## Биография
С 1933 по 1941 год и с 1946 года служил в Хашурском театре. С 1951 — в грузинской труппе Цхинвальского театра.

## Творчество
Был исполнителем остро характерных ролей, игра его была окрашена бытовым колоритом и юмором.
Среди ролей: Бекина («Мачеха Саманишвили» Давида Клдиашвили), Шмага; Мазутиани («Каторжник» Авксентия Цагарели), Зимзимов («Пэпо» Габриела Сундукяна), Торнике («Очаг Харатели» Михаила Мревлишвили), Романюк («Калиновая роща» Александра Корнейчука), царь Ираклий («Майя из Цхнети» Валерьяна Канделаки), Сганарель («Лекарь поневоле» Мольера).